# 黃金夢想曲
《黃金夢想曲》是由日本同人團體07th Expansion製作的同人遊戲「海貓悲鳴時」改編而成的角色格鬥遊戲。於2010年12月31日舉辦的Comic Market 79發售。標題『黃金夢想曲』中的「夢」字用紅色標記。

## 概要
07th Expansion官方發布的同人遊戲。類型由視覺小說改成對戰格鬥遊戲。遊戲沿用「海貓悲鳴時」的部分出場角色，名義上為推理實則用對戰來決出勝負。遊戲起用和動畫相同的配音員。
Alchemist於2011年10月6日發行Xbox 360版《黃金夢想曲X》。 續集《黃金夢想曲†CROSS》於2011年12月31日在Comic Market 81作為原作的附加盤發售。

## 遊戲系統
黃金夢想曲是一款至多可供兩位玩家參與的格鬥遊戲，本作的特徵是採用一輪制兩人一組的格鬥方式。每一位玩家操控兩位角色，但在任一時間點只能控制其中的一位。此外玩家可以利用遊戲中的觸動（タッチ）功能將己方的角色相互調換，只有當觸動計量器裝滿時玩家才能執行觸動操作（觸動計量器在一段時間內會自行填充）。遊戲中提供了五種不同的觸動方式：當玩家無進行其他任何操作時可使用正常觸動（ノーマルタッチ）；當玩家處於攻擊對手的瞬間時使用攻擊觸動（アッタクタッチ）；當玩家抵禦對方進攻時使用防護觸動（ガードタッチ）；當角色受傷時使用損傷觸動（ダメージタッチ），可生成一道迫使敵方後退的屏障；急攻敵方時則使用強襲觸動（アサルトタッチ）。
遊戲中的每位角色都具有獨特的在有限的時間內提高自身和拍檔技能的能力，有兩種方法可以激活這些能力。第一種方法是利用以上所說的觸動功能，這將自動激活被替換角色的技能。另一種方法是切入上位世界模式，這不僅僅改變了遊戲背景而且也激活了玩家角色和其拍檔的技能。召喚上位世界的途徑是使用SP計量器。除此之外，SP計量器還允許遊戲角色發起諸如SP必殺技和上位必殺技（メタ必殺技）等特殊而強有力的攻擊。但是兩位玩家無法同時召喚上位世界，最先召喚上位世界的一方將獲利。但是玩家有可能取消對手的上位世界。上位世界將一直保持活躍狀態至召喚者的SP計量器耗盡為止。

## 故事
1986年10月4日至5日，六軒島發生了一系列的死亡和失蹤事件。故事焦點是魔女貝阿朵莉切和右代宮戰人的邏輯辯論遊戲。貝阿朵莉切聲稱其用魔法製造了這幾起殺人事件而戰人則認為兇手是人類。作為兩人一組的對戰遊戲，故事跟隨不同的角色組合而展開。

## 登場角色

### 玩家角色
右代宮 戰人（BATTLER，聲優：小野大輔）
貝阿朵莉切（BEATRICE，聲優：大原沙耶香）
右代宮 緣壽（ANGE，聲優：佐藤利奈）
紗音（SHANNON，聲優：釘宮理惠）
嘉音（KANON，聲優：小林優）
瓦爾基莉亞（VIRGILIA，聲優：井上喜久子）
羅諾威（RONOVE，聲優：杉田智和）
路西法（LUCIFER，聲優：齊藤佑圭）
謝斯塔410（CHIESTER410，聲優：喜多村英梨）
夏娃•貝阿朵莉切（EVA BEATRICE，聲優：伊藤美紀）
右代宮 朱志香（JESSICA，聲優：井上麻里奈）
X新增的角色。
右代宮 讓治（GEORGE，聲優：鈴村健一）
X新增的角色。
右代宮 樓座（ROSA，聲優：小清水亞美）
X新增的角色。
黑戰人（BLACKBATTLER，聲優：小野大輔）
cross新增的角色。

### 次要角色
利維坦（LEVIATHAN，聲優：米澤圓）
撒旦（SATAN，聲優：日笠陽子）
貝爾芬格（BELPHEGOR，聲優：吉田聖子）
瑪門（MAMMON，聲優：新名彩乃）
別西卜（BEELZEBUB）
阿斯摩太（ASMODEUS，聲優：豐崎愛生）
櫻太郎（聲優：茅原實里）
山羊的侍從（聲優：秋元羊介）
海貓（UMINEKO，聲優：小山力也 /遊佐浩二）
熊澤 秋（KUMASAWA，聲優：羽鳥靖子）

## 漫畫
漫畫版於角川書店的漫畫雜誌《月刊Comp Ace》2011年12月號上開始連載，由兩角潤香作畫。

## 外部連結
- （日語）海貓悲鳴時黃金夢想曲官方網站 （页面存档备份，存于）
- （日語）Alchemist